# Austroasca pontica
Austroasca pontica är en insektsart som beskrevs av Alexander Georgievich Kirejtshuk 1979. Austroasca pontica ingår i släktet Austroasca och familjen dvärgstritar.
Artens utbredningsområde är Ukraina. Inga underarter finns listade i Catalogue of Life.